# Foreign Broadcast Information Service
Der Foreign Broadcast Information Service  (FBIS; deutsch Informationsservice ausländischer Nachrichten) war Teil des CIA-Direktorats für Wissenschaft und Technologie in den USA. Er hatte seinen Sitz in Reston, Virginia.

## Geschichte
Der FBIS wurde 1941 innerhalb des Office of the Coordinator of Information unter William Joseph Donovan gegründet. Er zeichnete während des Zweiten Weltkrieges u. a. deutsche Propagandasendungen auf, die später zur Anklage wegen Landesverrats gegen einige US-Bürger wie Douglas Chandler und Robert Best führte.
Die Federation of American Scientists lancierte 1997 erfolgreich eine Kampagne, um Budgetkürzungen für den FBIS zu verhindern. Im November 2005 teilte die Washington Post mit, dass der FBIS in ein neu gegründetes Open Source Center eingegliedert wird.
Die Behörde beobachtet und übersetzt bis heute frei verfügbare ausländische Nachrichten (Open Source Intelligence), die außer an US-Regierungsstellen an Politiker, Medienanalysten und Wissenschaftler verteilt werden. Das Archiv des Dienstes kann von Bibliotheken lizenziert werden. Die Datenbank wird von dem Anbieter Readex vermarktet.

## Vergleichbare Dienste
- Australien: Office of National Assessments, Open Source Unit, Department of Foreign Affairs and Trade
- Großbritannien: BBC Monitoring
- China: Xinhua News Agency